# Brookland (Arkansas)
Brookland – miasto w Stanach Zjednoczonych, w stanie Arkansas, w hrabstwie Craighead.